# Kaple svatého Jakuba (Postřekov)
Kaple svatého Jakuba Staršího stojí v obci Postřekov v okrese Domažlice. Kaple byla v roce 1993 Ministerstvem kultury České republiky prohlášena kulturní památkou. Kaple náleží pod římskokatolickou farnost Klenčí pod Čerchovem v domažlickém vikariátu plzeňské diecéze.

## Historie
Kaple byla postavena v historizujícím slohu podle projektu architekta Aloise Čenského. Základní kámen byl položen 31. října 1897. Zednické práce řídil Jakub Knopf a tesařské práce František Řezníček. Kaple byla vysvěcena 29. července 1900 páterem Václavem Šandou, farářem z Klenčí pod Čerchovem, a zasvěcena svatému Jakubovi Staršímu. Stavba je majetkem obce. V roce 1993 byla prohlášena kulturní památkou.

## Popis

### Exteriér
Kaple je jednolodní orientovaná zděná omítaná stavba postavena na půdorysu obdélníku o rozměrech 9 × 16 m ukončený trojbokým závěrem. K závěru okapové strany je připojena obdélná sakristie. Z okapových stěn vstupují nevýrazné rizality. Fasáda je členěna pilastry, lizénovými štukovými rámy a římsami. Nad západním průčelím a rizality vystupují stupňovité štíty. V rizalitech jsou velká obdélná okna, ve stěnách závěru jsou celkem tři okna s půlkruhovým záklenkem. Vstup v západním průčelí kryje otevřená předsíň, která nesla otevřenou tribunu , ta je překryta sedlovou stříškou. Loď kaple je kryta sedlovou střechou, závěr má valbovou střechu a sakristie pultovou. V závěru na hřebenu sedlové střechy lodi je velký polygonální sanktusník. Ze sanktusníku byl 28. července 1942 rekvírován zvon o hmotnosti 105 kg.

### Interiér
V interiéru hlavní oltář zdobí oltářní obraz svatého Jakuba Staršího, který v roce 1899 namaloval chodský malíř Jaroslav Špillar. Kněžiště je od lodi odděleno stěnou s vítězným obloukem. Okna kaple zdobí barevné vitráže.

## Galerie

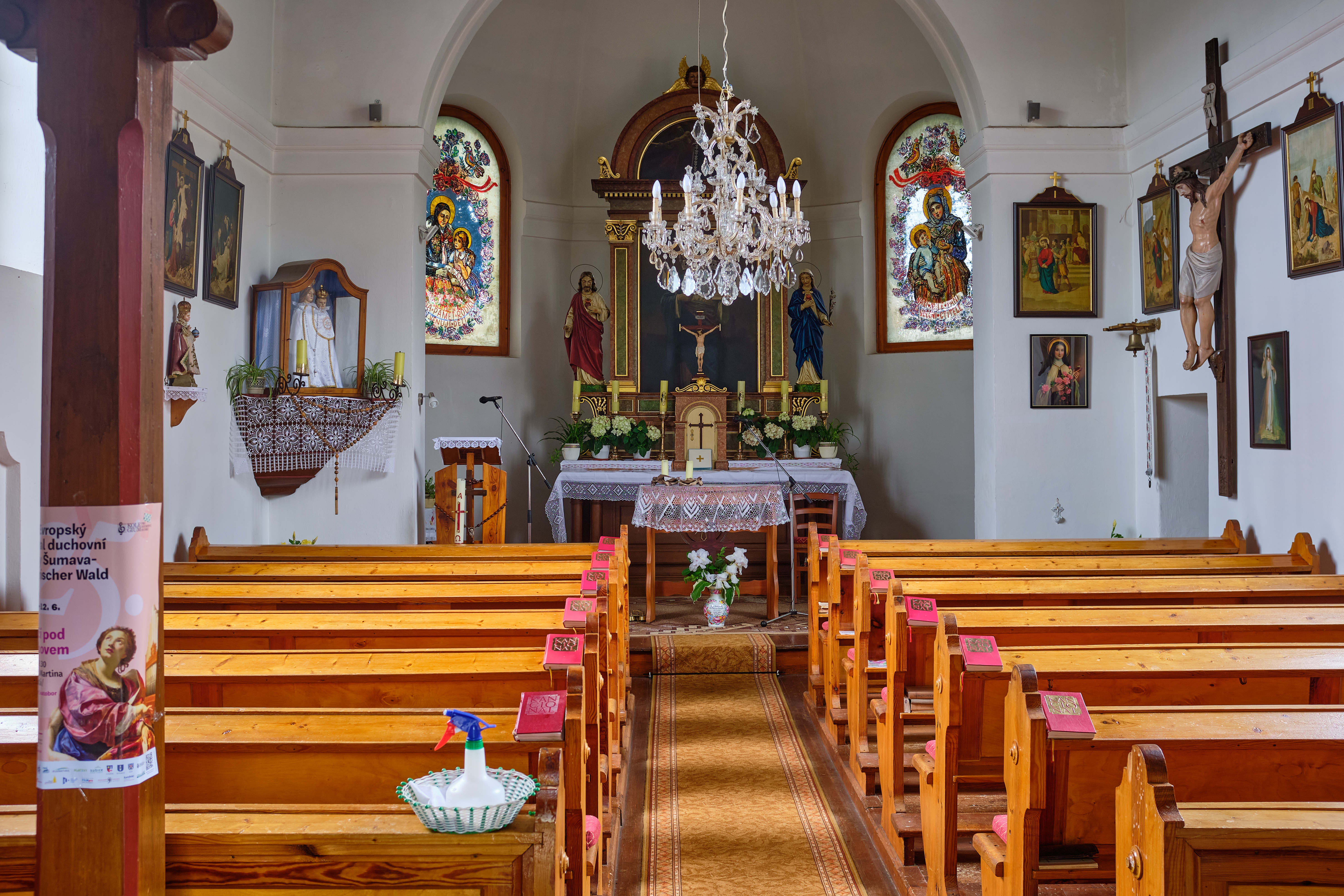
Hlavní oltář
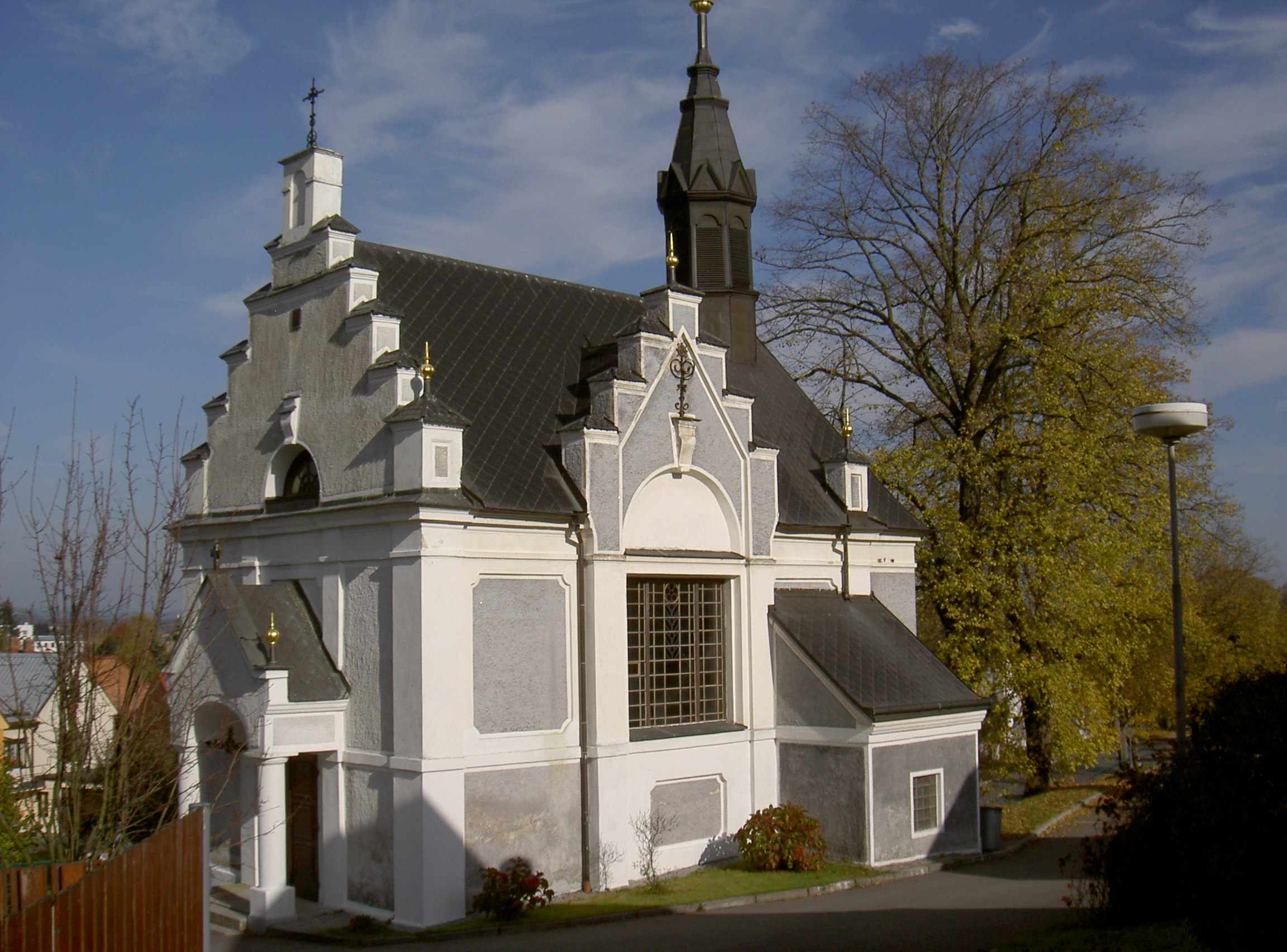
Pohled na jižní stranu kaple
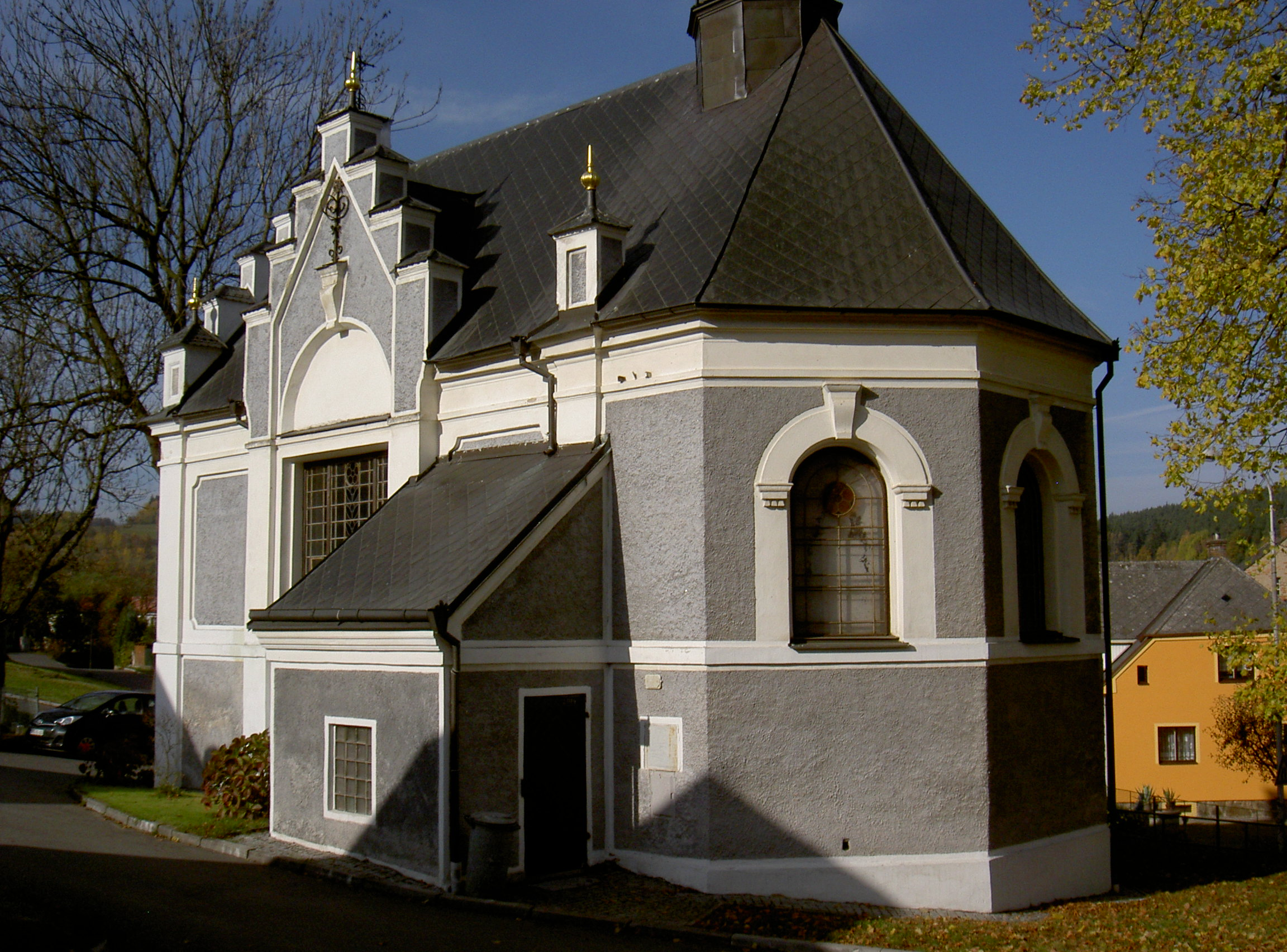
Závěr kaple